# Netum
Netum (en griego: Νέητον) fue una antigua ciudad en el sur de Sicilia, en la actual Italia cerca de las fuentes del pequeño río Asinaro (el moderno Falconara), a unos 34 km al suroeste de Siracusa. Su sede actual se encuentra en la localidad de Noto Antica (antes Noto Vecchio), en la comuna moderna de Noto.
El antiguo sitio está en la cima de una colina elevada a unos 14 km de la ciudad moderna y a 20 km de la costa del mar: algunos restos del antiguo anfiteatro, y de un edificio llamado gimnasio, son todavía visibles, además hay una inscripción en griego, que pertenece a la época de Hierón II. 